# Distanàsia
Distanàsia, obstinació terapèutica o acarnissament terapèutic és un fenomen d'acarnissament en la medicina contemporània que designa l'aplicació de teràpies pesades, doloroses i oneroses que són desproporcionades en relació amb les millores possibles. Segons Álvaro Gándara del Castillo, President de la Societat Espanyola de Cures Pal·liatives, són «aquelles pràctiques mèdiques amb pretensions diagnòstiques o terapèutiques que no beneficien realment al malalt i li provoquen un patiment innecessari, generalment concorre juntament amb l'absència d'una adequada informació».
Forma part d'una cultura molt estesa entre els metges i també entre pacients i familiars, a qui assisteix el dret a exigir atenció mèdica fins a l'últim alè. Pot ser motivada per la dificultat del pacient (o dels seus familiars) d'acceptar la mort imminent, o d'un metge a qui li escau difícil acceptar la seva impotència davant l'incurable tal com per a interessos econòmics del cós medical o pels gestors de serveis d'atenció als pacients. Al cas de malalties terminals incurables, l'alternativa és la cura pal·liativa que es limita a millorar la qualitat de vida i minvar el dolor o en certs països, l'ortotanàsia o l'eutanàsia voluntària. Contra l'acarnissament mèdic, un grup creixent de pacients reclama el «dret a la mort digna».
Tant els estats com els diversos col·legis de metges han desenvolupat lleis o codis que regulen quan una acció mèdica pot ser considerada com «acarnissament» i el dret del pacient de refusar un tractament. En aquesta decisió intervenen factors com el desig del malalt i dels seus familiars, l'opinió dels metges i la proporcionalitat dels mitjans en relació amb el resultat. «Conèixer els límits de l'acarnissament terapèutic» és, per exemple, una de les competències que han d'adquirir els estudiants de medicina durant els estudis de pregrau a la Universitat de Barcelona. L'església catòlica que condemna moralment tota idea d'eutanàsia, aprova la idea de «la renúncia a teràpies desproporcionades que endarrereixen forçadament la mort, causant més sofriment al moribund i als seus familiars.»